# Joris van Spilbergen

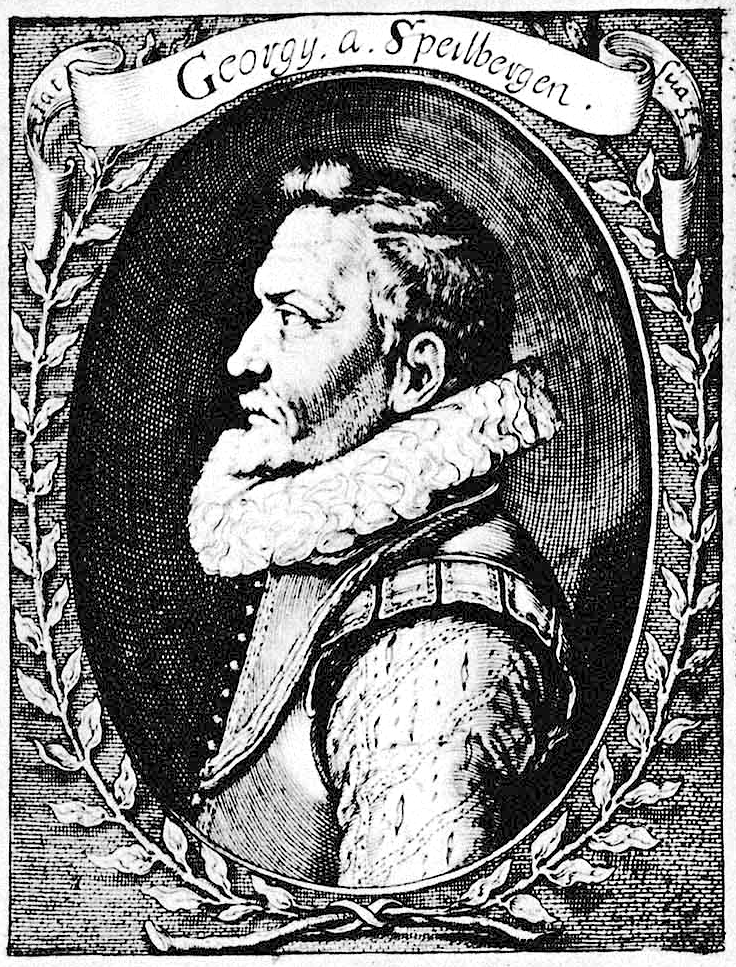
Joris van Spilbergen

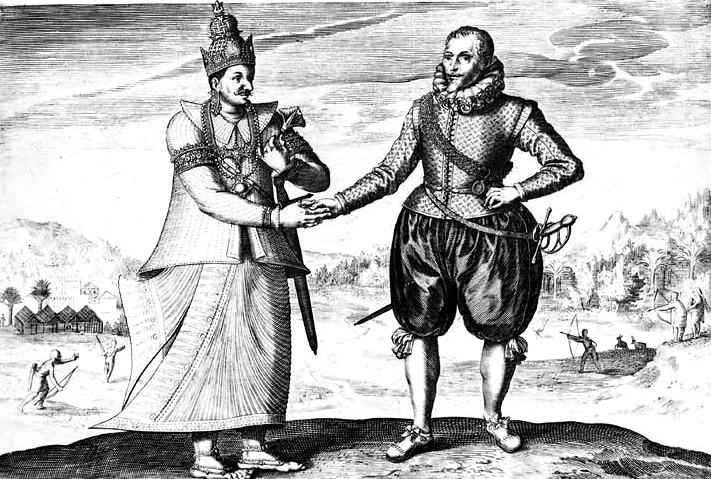
Spilbergen trifft König Vimala Dharma Suriya von Kandy

Joris van Spilbergen (auch Spielbergen; * 1568 in Antwerpen; † 1620 in Bergen op Zoom) war ein niederländischer Seefahrer.
Spilbergen war zunächst Seekadett, stationiert auf Fort Rammekens, Westeuropas ältestem Seefort auf der Halbinsel Walcheren in der niederländischen Provinz Zeeland. Danach verdingte er sich als Kaufmann in Middelburg, ging aber Konkurs und begab sich daher in die Dienste des Balthazar de Moucheron, für den er zunächst nach Afrika fuhr, wo de Moucheron eine Anlegestelle für seine Schiffe suchte. Auf der Suche nach einem geeigneten Ort eroberte er mit seiner Mannschaft 1598 die Insel Príncipe von den Portugiesen, die er aber nur kurz halten konnte. 1601 fuhr er mit drei Schiffen de Moucherons nach Indien und landete auf Ceylon, wo er mit König Vimala Dharma Suriya von Kandy Freundschaft schloss. 
1604 kehrte Spilbergen in die Niederlande zurück. 1607 diente er unter Jacob van Heemskerk, der in der Schlacht bei Gibraltar den Auftrag hatte, eine dort liegende, zur Ausfahrt bereite spanische Flotte zu vernichten. Hierbei war Spilbergen als Organisator tätig. 
Von 1614 bis 1617 reiste Spilbergen im Auftrag der Niederländischen Ostindien-Kompanie mit einer Flotte von sechs Schiffen um die Welt. Dazu schiffte er sich in Holland ein, um über die Kanarischen Inseln, São Vicente an der südamerikanischen Küste und die Magellan-Straße an der Westküste Südamerikas bis hinauf an den heutigen Golf von Kalifornien zu gelangen. Von da aus reiste er nach Java. Spilbergen erreichte Java etwa zur gleichen Zeit, als Schouten und Le Maire in Asien ankamen. Die beiden wurden auf Anweisung der Ostindienkompanie interniert, da man ihnen Vergehen gegen das Handelsmonopol der Kompanie vorwarf. Anschließend kamen sie unter das Kommando von Admiral Spilbergen.
1617 kehrte Spielbergen mit zwei Schiffen zurück.
1617 ließ er sich in Bergen op Zoom (Nordholland) mit bescheidenen Ersparnissen nieder, wo er in der Lange Potterstraat das Häuschen Het Wolfken erwarb. Im selben Jahr veröffentlichte er eine Abhandlung über seine Reise. Als er im Januar 1620 verstarb, wurde er in der Grote Kerk von Bergen op Zoom begraben.
In verschiedenen Orten der Niederlande und des heutigen Belgiens gibt es eine Van Spilbergenstraat, in Bergen op Zoom jedoch nicht.